# Anarkistiska manifestet
Anarkistiska manifestet ("Anarchist Manifesto" eller "The World's First Anarchist Manifesto") är en bok av Anselme Bellegarrigue, vilken är känd som det första anarkistiska manifestet. Den skrevs 1850, tio år efter att Pierre-Joseph Proudhon blev historiens först självutnämnda anarkist genom publikationen av Vad är egendom?. Boken översattes till engelska av Paul Sharkey och gavs ut på nytt 2002 som en 42-sidig pamflett av Kate Sharpley Library. I den utgåvan finns även en introduktion av Sharif Gemie som placerar manifestet i dess historiska kontext.  